# Martin Eden
A Martin Eden Jack London regénye, amit karrierje csúcsán, 1909-ben írt.

## Cselekménye
|  | Alább a cselekmény részletei következnek! |

A könyv egy munkásosztálybeli matróz, Martin Eden életét mutatja be, aki egy nap találkozik élete szerelmével, Ruth Morse-zal. A lány egy meglehetősen gazdag családból származik. Martin egyszer kisegíti egy verekedésben Arthur Morse-t. Otthon bemutatja a családjának. Martin itt találkozik Ruth-tal.
Martin Eden elhatározza, hogy – bár tizenéves kora óta dolgozik – tanulni fog, hogy a lehető legkisebbre csökkentse a társadalmi különbséget közötte és az egyetemista lány között.
Elkezd írogatni, egyre több újsághoz beküldi a novelláit, kisebb regényeit és Ruth tanítani kezdi őt. Rengeteg életrajzi elem is megtalálható a könyvben, Jack London önéletrajzi könyvének is lehetne nevezni. Martin egyre többször jár könyvtárba és megismerkedik Herbert Spencer írásaival.
|  | Itt a vége a cselekmény részletezésének! |

## Szereplők
- Martin Eden: A történet főszereplője. A munkásosztálybéli fiú. Matróz.
- Ruth Morse: Martin szerelme. Egy gazdag családban él. Okleveles bölcsész.
- Arthur Morse: Ruth bátyja. Martin kisegíti egy verekedés során.
- Bernard Higgimbotham: Martin húgának férje. Tőle bérel szobát Martin.
- Lizzie Conolly: Munkásosztályba tartozó lány. Egy konzervgyárban dolgozik. Martin kétszer találkozik vele.

## Magyarul
- Eden Martin; ford. Bartos Zoltán; bev. ifj. Bókay János; Athenaeum, Bp., 1924
- Martin Eden. Regény; ford. Bernát Pál, versford. Görgey Gábor, bev. Szász Imre; Európa, Bp., 1958